# Gare Aéroport Charles-de-Gaulle 2 TGV
Gare Aéroport Charles-de-Gaulle 2 TGV vasútállomás és RER állomás Franciaországban, Tremblay-en-France településen.
Az Aéroport Charles de Gaulle 2 TGV egy nagy személyszállító vasútállomás a franciaországi Tremblay-en-France-ban. Közvetlenül a Párizs-Charles de Gaulle repülőtér kettes terminálja alatt található (a C/D és E/F csarnokok között), és az SNCF üzemelteti. Az állomást 1994 novemberében François Mitterrand elnök nyitotta meg, és összeköti a repülőteret Párizzsal és számos más franciaországi várossal, valamint Belgiummal.
Az állomáson 2019-ben 15,2 millió utas fordult meg.

## Vasútvonalak
Az állomást az alábbi vasútvonalak érintik:
- LGV Interconnexion Est
- Aulnay-sous-Bois-Roissy 2-RER-vasútvonal

## Kapcsolódó állomások
A vasútállomáshoz az alábbi állomások vannak a legközelebb:
- Gare TGV Haute-Picardie
- Gare de Marne-la-Vallée - Chessy
- Gare Aéroport Charles-de-Gaulle 1 (Gare de Saint-Rémy-lès-Chevreuse, Gare de Robinson, B RER-vonal)

## Képgaléria

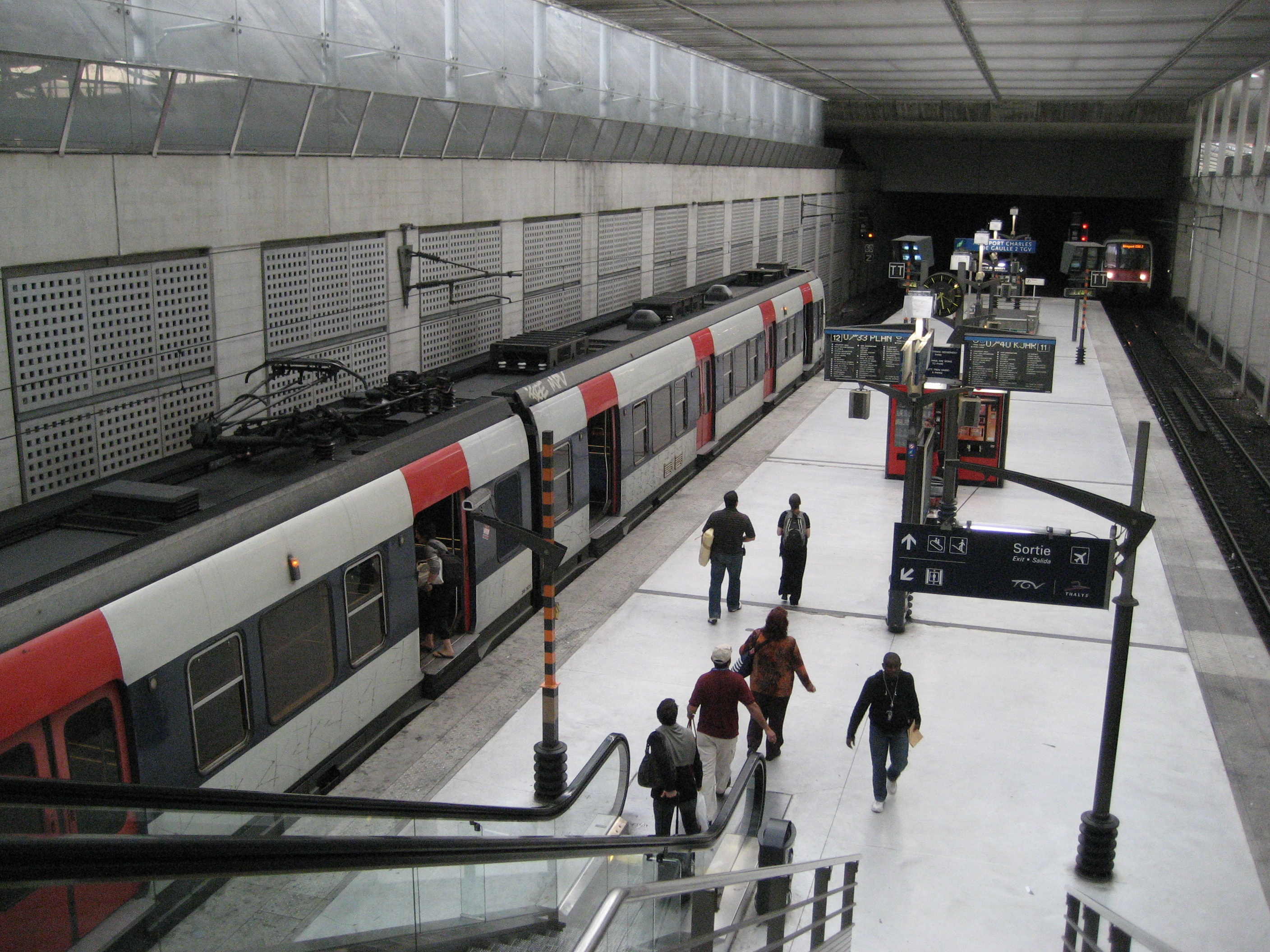
A RER B peronja az állomáson
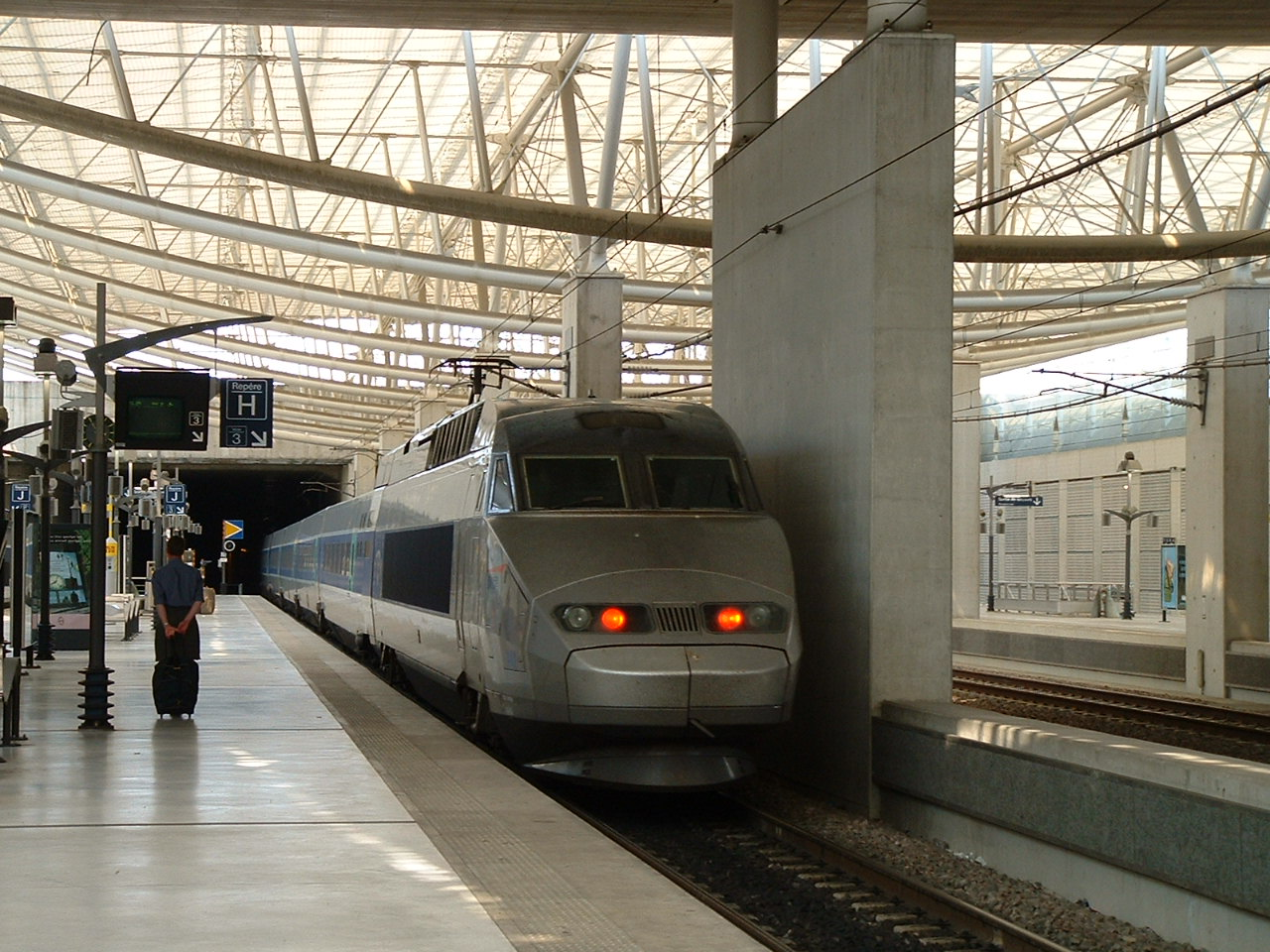
Egy TGV motorvonat az állomáson

## Lásd még
- Franciaország vasútállomásainak listája
- A párizsi RER állomásainak listája